# Ceremonia de clausura de los Juegos Olímpicos de Pekín 2008
La ceremonia de clausura de los Juegos Olímpicos de Pekín 2008 fue llevada a cabo en el Estadio Nacional de Pekín, también conocido como el Nido de Pájaro. Fue dirigida por el cineasta chino Zhang Yimou y empezó a las 8:00 p. m. según la hora en China (UTC+8) el 24 de agosto de 2008 (la ceremonia principal post-introductoria empezó a las 8:08 p. m.). El número 8 es asociado con la prosperidad y la confianza según la cultura china.
Los actos musicales incluyeron:
- La cantante británica Leona Lewis y el guitarrista de la banda Led Zeppelin, Jimmy Page (con la aparición del jugador de fútbol David Beckham).
- Los cantantes de Hong Kong Andy Lau, Jackie Chan, Kelly Chen y Joey Yung.
- El cantante chino-estadounidense Wang Lee Hom y el presentador surcoreano Rain.
- La cantautora china Han Hong.
- El tenor español Plácido Domingo.

La ceremonia también incluyó el paso de los juegos de Pekín a Londres. Guo Jinlong, el alcalde de Pekín le entregó la bandera olímpica al alcalde de Londres, Boris Johnson, y hubo un acto dirigido por el Comité Organizador de Londres para los Juegos Olímpicos.
Mientras que la ceremonia de inauguración fue descrita como una presentación artística y seria al ancestral pasado de China, la ceremonia de clausura fue descrita por los medios occidentales como "más despreocupada", "algo tonta" y más "divertida" que la ceremonia de inauguración.
Fue el fin de los 16 días de cobertura de los Juegos Olímpicos por la NBC para los Estados Unidos, también se convirtió en el evento más visto en la televisión estadounidense de todos los tiempos, con más de 211 millones de televidentes siguiendo los juegos olímpicos en NBC de acuerdo al Nielsen Media Research; esto es dos millones más que los Juegos Olímpicos de 1996 en Atlanta, que mantuvo el récord previo de todos los tiempos. Se espera que la cobertura de la NBC de los próximos Juegos Olímpicos de Invierno, que se llevarán a cabo en Vancouver, supere a Pekín como los Juegos más vistos, ya que la NBC emitirá todos las disciplinas del evento en vivo.  

## Asistencia de cabezas de estado y dignatarios
A la ceremonia de clausura asistieron muchos jefes de Estado y dignatarios incluyendo al presidente chino Hu Jintao, el primer ministro británico Gordon Brown y la princesa real, el primer ministro de Finlandia Matti Vanhanen, el Rey Carl XVI de Suecia, el primer ministro de Bélgica Yves Leterme, el primer ministro de Lituania Gediminas Kirkilas, el primer ministro dominicano Roosevelt Skerrit, el primer ministro de Letonia Ivars Godmanis, el primer ministro de Mongolia Sanj Bayar, el vicepresidente de Indonesia Jusuf Kalla, el primer ministro de Nepal Prachanda, el gobernador general de Australia Michael Jeffery, y la secretaria de estado de los Estados Unidos Condoleezza Rice.

## Secuencia de eventos[8]
- Preludio con juegos pirotécnicos, incluyendo un conteo regresivo con fuegos artificiales sobre el estadio nacional, a las 8:00PM CST.
- Presentación de los miembros del Comité Olímpico Internacional y Hu Jintao.
- Izamiento de la bandera nacional china e interpretación del himno nacional de China, marcha de los voluntarios.
- Juegos en masa, interpretado por un grupo de percusionistas.
- Fuegos artificiales en naranja.
- Intérpretes en trajes traslúcidos, zancos, y algunos montando en monociclos.
- Portadores de las banderas entran al estadio.
- Los atletas entran al estadio.
- Los atletas se reúnen en el estadio, con percusiones durante la precesión.
- Presentación de las medallas en la final de la maratón en la categoría de hombres; incluyendo el himno nacional de Kenia: Ee Mungu Nguvu Yetu, para el medallista de oro Samuel Wanjiru.
- Presentación de flores a doce voluntarios por representantes atléticos recién elegidos, a la Comisión atlética del COI.
- Izamiento de la bandera nacional de Grecia, al compás del himno nacional griego, Himno a la libertad.
- Bienvenida del presidente del Comité Organizador de Pekín para los Juegos Olímpicos, Liu Qi, y el presidente del Comité Olímpico Internacional, Jacques Rogge.
- Discurso de Liu Qi en Chino mandarín, concluyendo en agradecimiento para todos.
- Discurso del presidente del COI, Jacques Rogge, en inglés, francés y concluyendo en mandarín, declarando a los juegos de Pekín como "verdaderamente excepcionales".  Cierra los juegos, y pide para que "se reúna la juventud del mundo dentro de cuatro años, en Londres".
- Izada de la bandera del Reino Unido, durante su himno nacional, "Dios salve a la reina" en una versión comisionada especialmente por Philip Sheppard.
- Bajada de la bandera Olímpica y canto del Himno Olímpico.
- Regreso de la bandera Olímpica por el alcalde de Pekín, Guo Jinlong a Jacques Rogge, y su presentación al alcalde de Londres, Boris Johnson.
- Fuegos artificiales representando los anillos Olímpicos.
- Presentación de los Juegos Olímpicos de Londres 2012 durante ocho minutos.
  - Una interpretación cultural británica moderna, incluyendo un Autobús de dos pisos, bicicletas y conmutadores, hacia un tablero titulado: 'Esto es Londres', por Philip Sheppard, grabado por la Orquesta sinfónica de Londres.
  - Leona Lewis y Jimmy Page interpretan: "Whole Lotta Love".
  - Aparición de David Beckham. Después, Beckham pateó una pelota ceremonial hacia las filas de voluntarios.
- Procesión de intérpretes en una escalera de terminal aérea, con eventos de los Juegos Olímpicos del 2008 en pantalla.
- Extinción de la llama olímpica, seguida por una recitación de los 16 días de competición olímpica y la competición antigua griega.
- Intérpretes en un pilar alto (llamado la Torre de la Memoria), agitando brazos y simbolizando la llama olímpica, eternamente encendida. Un grupo de intérpretes forman Crisantemos, con corredores de obstáculos en lo más alto del pilar. Después los intérpretes vuelven a escalar el pilar, que se cubre con flámulas rojas grandes. Unas rosas se forman con los atletas en la parte inferior (con el pilar como un Estigma), las filas de atletas como pétalos. Las flámulas rojas empiezan a levitar, y revelan a los acróbatas alineados en forma del logo de los Juegos olímpicos del 2008.
- Fuegos artificiales.
- Canción: "Beijing Beijing, I Love Beijing" (Běijīng Běijīng, Wǒ Ài Běijīng) cantado por la cantante de Hong Kong Kelly Chen, Han Xue, el cantante chino-americano Wang Lee Hom y el cantante sur-coreano Rain, instrumental Erhu; los acróbatas saltan desde la torre con cuerda.
- Grupo soprano cantando la canción folclórica china: "The Moon is Bright Tonight".
- El tenor de ópera Plácido Domingo y la cantante china Song Zuying cantan "Ài de Huǒyàn (The Flame of Love)" (compuesta por Ian Liunian y Klaus Badelt).[9][10][11]
- Canción: "Tomorrow's World".
- Canción: "Please Stay, Guests from Afar" Liderada por estrellas chinas como Wei Wei, Jackie Chan, Andy Lau, Karen Mok, Joey Yung, Emil Chau y muchos otros cantantes al tiempo con muchos otros representantes de las 56 grupos étnicos de la china moderna.
- Canción: "Surpass It"
- Fuegos artificiales, pirotécnicos, y bailes étnicos.
- Despedidas.
- Conclusión de la ceremonia a las 9:55 p. m. (hora en China).

## Himnos
- Himno de la República Popular China
- Himno de Grecia
- Himno Olímpico
- Himno del Reino Unido